# Leonel Vieira
Leonel Eduardo Barril Vieira (Miranda do Douro, Miranda do Douro, 19 de Junho de 1969) é um cineasta português. 
Leonel Vieira tem a qualidade de arregaçar as mangas e pôr mãos à obra, sabendo que nenhum trabalho é definitivo e que é lícito dar passos em falso. É um dos realizadores/produtores portugueses mais bem sucedidos e de maior reconhecimento internacional. Realizou 11 longas-metragens, algumas das quais integram o top 10 dos filmes portugueses mais vistos de sempre e detêm o maior box-office do cinema em Portugal (ICA).

## Biografia
O seu primeiro filme, “A Sombra dos Abutres”, selecionado para mais de 50 festivais internacionais, permanece o seu filme de referência para os críticos. 
Como produtor desenvolveu parcerias com produtoras no Brasil, Espanha, França e EUA, tendo produzido mais de 30 filmes e séries de televisão, assim como mais de 200 spots publicitários para grandes marcas.
Desde 1998 marcou presença em mais de 100 festivais internacionais, tendo recebido mais de 20 prémios nas áreas do cinema e da publicidade. Em Portugal arrecadou vários prémios e distinções no Clube dos Criativos (os prémios mais importantes de publicidade em Portugal). Em 2008, com a Vodafone, foi short-list nos LIA Awards (Londres).
Em 2008, Leonel Vieira foi selecionado como “Producer on the Move", pelo Festival de Cannes. Em 2015, foi considerado Personalidade do Ano nas Artes e foi capa da revista Forbes no mês de Janeiro em 2016, em Portugal.
Em 2017, Leonel Vieira foi presidente da Associação de Produtores de Cinema e Audiovisual em Portugal. Desde 2020 faz parte da Comissão Técnico-Científica do curso de Audiovisual e Multimédia da Escola Superior de Comunicação Social.
Em 2019, Leonel Vieira foi convidado para o Shanghai International Film Festival como júri para cinema e os prémios Magnolia de televisão. No mesmo ano, Leonel Vieira co-produziu a conhecida série de animação chinesa ”O Panda e o Galo”.    

## A Destacar
- A comédia O Pátio das Cantigas, produzida e realizada por Leonel Vieira, foi o maior êxito de bilheteira de sempre em Portugal. Posicionando-se à frente de blockbusters como Star Wars e As 50 Sombras de Grey, no ano em que estreou (em Portugal)
- Filme da Treta produzido por Leonel Vieira, é o 5o filme mais visto de sempre do cinema português.
- Conexão (2x100’’), produzida e realizada por Leonel Vieira, é uma coprodução internacional, sobre o narcotráfico em Espanha, nomeada para o FIPA d'OR (Biarritz 2010) como melhor série de TV.
- Zona J, a 2ª longa-metragem realizada por Leonel Vieira, tornou-se um dos maiores sucessos do cinema em Portugal e um filme de culto sobre o racismo, a discriminação e a pobreza num bairro de africanos em Lisboa.
- Em 2015, a Leonel Vieira executou o maior production service em Portugal para um filme de Hollywood. Realizado por Terry Jorge e produzido pela Survival Pictures, The Promise, com Oscar Isaac, Christian Bale e Charlotte Le Bon, teve uma equipa com mais de 500 técnicos e quase 40 camiões de equipamento. Foi uma produção com um orçamento de 90.000.000 USD.

## Filmografia

### Cinema
| Ano  | Título                    | Crédito                         | Observações                             |
| ---- | ------------------------- | ------------------------------- | --------------------------------------- |
| 1998 | A Sombra dos Abutres      | Realizador                      |                                         |
| 1998 | Zona J                    | Realizador                      | Globo de Ouro em 1999 para Melhor Filme |
| 2002 | A Bomba                   | Realizador                      |                                         |
| 2002 | A Selva                   | Realizador / Produtor Executivo |                                         |
| 2005 | Um Tiro no Escuro         | Realizador                      |                                         |
| 2006 | La Noche de Los Girasoles | Produtor                        |                                         |
| 2006 | Filme da Treta            | Produtor                        |                                         |
| 2007 | O Julgamento              | Realizador / Produtor           |                                         |
| 2008 | Arte de Roubar            | Realizador / Produtor           |                                         |
| 2011 | Budapeste                 | Produtor                        |                                         |
| 2012 | O Sexo dos Anjos          | Produtor                        |                                         |
| 2014 | La Vida Inesperada        | Produtor                        |                                         |
| 2015 | O Duelo                   | Produtor                        |                                         |
| 2015 | A Estrada 47              | Produtor                        |                                         |
| 2015 | O Pátio das Cantigas      | Realizador / Produtor           | Remake de 1942                          |
| 2015 | O Leão da Estrela         | Realizador / Produtor           | Remake de 1947                          |
| 2016 | A Canção de Lisboa        | Realizador / Produtor           | Remake de 1933                          |
| 2017 | Perdidos                  | Produtor                        |                                         |
| 2017 | Alguém Como Eu            | Realizador / Produtor           |                                         |
| 2019 | Tiro e Queda              | Produtor                        |                                         |
| 2019 | La Pequenã Suiza          | Produtor                        |                                         |
| 2020 | O Último Animal           | Realizador / Produtor           |                                         |
| 2021 | El Cover                  | Produtor                        |                                         |

### Televisão
| Ano  | Título                   | Crédito               |
| ---- | ------------------------ | --------------------- |
| 1998 | Ballet Rose              | Realizador            |
| 2000 | Mustang                  | Realizador            |
| 2001 | O Espírito da Lei        | Produtor Executivo    |
| 2009 | Conexão                  | Realizador e Produtor |
| 2011 | Tempo Final              | Realizador e Produtor |
| 2011 | Barcelona Cidade Neutral | Produtor              |
| 2012 | Red Brazil               | Produtor              |
| 2013 | Os Filhos do Rock        | Produtor              |
| 2017 | Filha da Lei             | Produtor              |
| 2017 | País Irmão               | Produtor              |
| 2019 | Teorias da Conspiração   | Produtor              |
| 2019 | O Panda e o Galo         | Produtor              |